# داروی گوارشی (پزشکی سنتی)
گوارشی، کلمه‌ای فارسی و به معنی گوارنده‌ است. معرب آن به صورت جوارشی در کتاب‌های طب سنتی مورد استفاده‌ است.
این نوع دارو از اختراعات حکمای فارس است، و عبارت است از ترکیب‌هایی که مقوی معده و تحلیل برنده نفخ و اصلاح‌کننده غذا باشد.

## طرز تهیه
بعد از مخلوط کردن ادویه با شکر و امثال آن در ظرفی پهن کرده و تکه تکه کرده و می‌گذارند تا خشک شود.

## تقسیم بندی
بعضی از متاخرین بعضی از معجون‌های مسهل را در تحت نام گوارشی‌ها نیز ذکر کرده‌اند و ظاهر موافق قانون نباشد.